# Go-Kamejama
Go-Kamejama (japonsky 後亀山天皇, Go-Kamejama-tennó, asi 1347 – 10. května 1424) byl devadesátý devátý císař Japonska v souladu s tradičním pořadím posloupnosti. Vláda tohoto posledního císaře Jižního dvora trvala od roku 1383 do 21. října 1392.
Princ, jehož osobní jméno (imina) před nástupem na trůn znělo Hironari (熙成), byl druhým synem 97. císaře Go-Murakamiho a jeho konkubíny, buddhistické mnišky a básnířky stylu waka Kaki Mon'in (嘉喜門院).  Tento panovník ze 14. století byl pojmenován po císaři Kamejamovi, který vládl ve 13. století. Výraz go- (後) se doslovně překládá jako „pozdější“. Go-Kamejama tedy může být označován jako „pozdější císař Kamejama“. Jelikož se japonské go v některých starších pramenech rovněž překládalo ve významu „ten druhý“, mohl by tento císař být také označován jako Kamejama druhý či Kamejama II.

## Životopis
Go-Kamejama nastoupil na Chryzantémový trůn trůn v bouřlivém období Nanbokučó, v němž soupeřící uchazeči o Chryzantémový trůn shromažďovali své stoupence na takzvaném Severním a Jižním dvoře. Go-Kamejama se stal císařem Jižního dvora poté, co se jeho starší bratr, císař Čókei, vzdal roku 1383 trůnu v jeho prospěch. Na naléhání mírové frakce mezi svými vlastními dvořany požádal 15. října 1392 šóguna Jošimicua Ašikagu o mír. Nato se vrátil do hlavního města, kde předal Japonské císařské regálie svému soupeři ze Severního dvora. Tímto aktem stvrdil podle všeobecného mínění svoji abdikaci.
Podle podmínek mírové smlouvy se měli panovníci ze Severního a Jižního dvora střídat ve vládnutí z Chryzantémového trůnu. To však přestalo roku 1412 platit poté, co císař Go-Komacu porušil smlouvu, když se vzdal trůnu ve prospěch svého vlastního syna. Od té doby už žádný uchazeč z Jižního dvora na Chryzantémový trůn nikdy neusedl. Nicméně od roku 1911 oficiálně platí, že uchazeči z Jižního dvora jsou ve skutečnosti právoplatnými císaři, a to navzdory skutečnosti, že všichni následující císaři, včetně v té době panujícího císaře Meidžiho, pocházeli z linie Severního dvora (Daikakudži). Oficiální zdůvodnění znělo, že panovníci Jižního dvora si podrželi vlastnictví Tří posvátných pokladů (Japonských císařských regálií), čímž se císaři bývalého Severního dvora stali pouhými pretendenty.
Po své abdikaci se císař Go-Kamejama stáhl do ústraní, ale v roce 1410 se vrátil zpět do Jošina.
Úřad pro záležitosti japonského císařského dvora stanovil svatyni Saga no ogura no misasagi (嵯峨小倉陵) v kjótské čtvrti Ukjó-ku jako mauzoleum, v němž je císař Go-Kamejama tradičně uctíván. 

## Rodina
Císařský princ Hironari neboli císař Go-Kamejama měl asi 4 manželky, s nimiž zplodil 8 dětí, asi 5 synů a asi 3 dcery. 